# Brinson
Brinson és una població dels Estats Units a l'estat de Geòrgia. Segons el cens del 2000 tenia 225 habitants.

## Demografia
Segons el cens del 2000, Brinson tenia 225 habitants, 90 habitatges, i 63 famílies. La densitat de població era de 46,5 habitants per km².
Dels 90 habitatges en un 33,3% hi vivien nens de menys de 18 anys, en un 54,4% hi vivien parelles casades, en un 11,1% dones solteres, i en un 28,9% no eren unitats familiars. En el 26,7% dels habitatges hi vivien persones soles el 15,6% de les quals corresponia a persones de 65 anys o més que vivien soles. El nombre mitjà de persones vivint en cada habitatge era de 2,5 i el nombre mitjà de persones que vivien en cada família era de 3,08.
Per edats la població es repartia de la següent manera: un 24,9% tenia menys de 18 anys, un 5,8% entre 18 i 24, un 28,9% entre 25 i 44, un 24,4% de 45 a 60 i un 16% 65 anys o més.
L'edat mediana era de 40 anys. Per cada 100 dones de 18 o més anys hi havia 89,9 homes.
La renda mediana per habitatge era de 27.321 $ i la renda mediana per família de 31.250 $. Els homes tenien una renda mediana de 21.458 $ mentre que les dones 13.750 $. La renda per capita de la població era de 12.613 $. Entorn de l'11,5% de les famílies i el 13,9% de la població estaven per davall del llindar de pobresa.

## Poblacions més properes
El següent diagrama mostra les poblacions més properes.